# Saint-Privat-du-Dragon
Saint-Privat-du-Dragon település Franciaországban, Haute-Loire megyében. Lakosainak száma 166 fő (2022. január 1.). Saint-Privat-du-Dragon Blassac, Cerzat, Chilhac, La Chomette, Couteuges, Lavoûte-Chilhac, Saint-Ilpize, Salzuit és Vieille-Brioude községekkel határos.

## Népesség
A település népessége az elmúlt években az alábbi módon változott:
| Lakosok száma | 292  | 236  | 213  | 176  | 159  | 157  | 157  | 162  | 165  | 166  |
|               | 1968 | 1982 | 1990 | 2006 | 2013 | 2015 | 2017 | 2019 | 2020 | 2022 |